# Kenta Matsunami

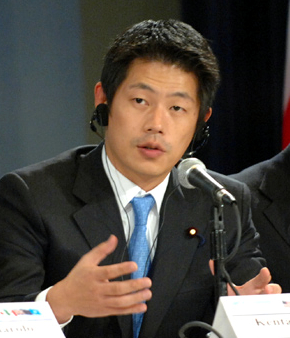
Kenta Matsunami, 2007

Kenta Matsunami (jap. 松浪 健太 Matsunami Kenta; * 17. August 1971 in der Präfektur Osaka) ist ein japanischer Politiker (Liberaldemokratische Partei→Nippon Ishin no Kai→Ishin no Tō→Ōsaka/Nippon Ishin no Kai) und war von 2002 bis 2003 und von 2005 bis 2017 Abgeordneter im Shūgiin, dem Unterhaus der Kokkai.

## Leben
Matsunami schloss 1997 sein Studium an der Waseda-Universität ab; ein Jahr hatte er als Praktikant in Australien verbracht. Anschließend arbeitete er für die Sankei Shimbun. Matsunami wurde für die Liberaldemokratische Partei (LDP) erstmals 2002 für die zurückgetretene Abgeordnete Kiyomi Tsujimoto im 10. Wahlkreis Osaka ins Shūgiin gewählt. Nach seiner Abwahl 2003 konnte er bei der Shūgiin-Wahl 2005 den Sitz zurückgewinnen.
Unter Premierminister Yasuo Fukuda war Matsunami ab 2007 zunächst parlamentarischer Sekretär (daijin seimukan) im MHLW, dann ab August 2008 im Kabinettsbüro. Unter Premierminister Tarō Asō behielt er diese Position zunächst, wurde aber im Januar 2009 entlassen, nachdem er die Shūgiin-Sitzung über den Zusatzhaushalt für das Fiskaljahr 2008 (bis 31. März 2009) verlassen und nicht dafür abgestimmt hatte. Matsunami begründete den Schritt mit seiner Ablehnung der Auszahlung von 2 Billionen Yen als Konsumstimulus an die Haushalte.
Bei der LDP-Wahlniederlage 2009 verlor Matsunami seinen Wahlkreis erneut und wurde nur über den Verhältniswahlblock Kinki wiedergewählt. In der LDP gehörte er bis 2010 zur Ibuki-Faktion. 2012 verließ er die LDP und schloss sich der Nippon Ishin no Kai von Tōru Hashimoto, dem Bürgermeister der Stadt Osaka und ehemaligen Gouverneur von Osaka, an.
Von 2019 bis 2023 war er für eine Wahlperiode Abgeordneter im Präfekturparlament Osaka aus dem Viermandatswahlkreis Takatsuki-shi/Mishima-gun. 2023 trat er bei der Bürgermeisterwahl in Takatsuki an, unterlag aber dem von den etablierten Parteien unterstützten Amtsinhaber Takeshi Hamada.